# Oakhaven
Oakhaven é uma cidade localizada no estado americano de Arkansas, no Condado de Hempstead.

## Demografia
Segundo o censo americano de 2000, a sua população era de 54 habitantes.
Em 2006, foi estimada uma população de 52, um decréscimo de 2 (-3.7%).

## Geografia
De acordo com o United States Census Bureau, a localidade tem uma área de 0,1 km², sem área coberta por água.

## Localidades na vizinhança
O diagrama seguinte representa as localidades num raio de 16 km ao redor de Oakhaven.